# Canton d'Antibes-Centre
Le canton d'Antibes-Centre est une ancienne division administrative française, située dans le département des Alpes-Maritimes et la région Provence-Alpes-Côte d'Azur.

## Composition
- L'ancien canton d'Antibes était composé de trois communes : Antibes, Biot et Vallauris.

- Le canton d'Antibes-Centre se composait d’une fraction de la commune d'Antibes[1]. Il comptait 28 964 habitants (population municipale) au 1er janvier 2012.

| Nom                 | Code Insee | Intercommunalité    | Population (dernière pop. légale)               |
| ------------------- | ---------- | ------------------- | ----------------------------------------------- |
| Antibes (chef-lieu) | 06004      | CA Sophia Antipolis | Fraction : 28 964(2012) Commune : 75 731 (2014) |

## Représentation

### Ancien canton d'Antibes(1833 à 1973): conseillers généraux
(Faisait partie du département du Var jusqu'en 1860).
| Date d'élection                          | Identité                       | Parti                    | Qualité |
| ---------------------------------------- | ------------------------------ | ------------------------ | --- |
| 1833-1839                                | Eugène Guide (1797-1885)       |                          | Juge de paix à Antibes |
| 1839-1848                                | Baron Jacques Vial (1774-1855) |                          | Ancien lieutenant général de la cavalerie Maréchal-de-camp, retraité à Antibes                                                                                    |
| 1848-1852                                | Charles Bessat                 | Républicain              | Avocat à Toulon |
| 1852-1871                                | Alexandre Gazan (1792-1887)    |                          | Colonel à la retraite Président du Conseil général (1870-1871) |
| 1871-1874                                | Félix Reibaud (1823-1895)      | Conservateur             | Ancien conseiller de préfecture Maire d'Antibes (1871-1878) |
| 1874-1879 (démission)                    | Charles Bessat                 | Républicain Radical      | Avocat puis magistrat |
| 1879-1886                                | Edouard Olivier                | Républicain conservateur | Propriétaire - Maire d'Antibes (1878-1882) |
| 1886-1919                                | Robert Soleau                  | Républicain              | Maire d'Antibes (1884-1901) |
| 1919-1922                                | Baptistin Ardisson (1856-1936) | RG                       | Négociant Maire d'Antibes (1914-1925) |
| 1922-1928 (élu dans le canton de Grasse) | Jean Ossola                    | Rad.                     | Avocat Maire de Grasse (1914-1922) Député (1914-1932) Sous-secrétaire d'État (1925-1926)                                                                          |
| 1928-1934                                | Baptistin Ardisson*            | RG                       | Maire d'Antibes (1914-1925) |
| 1934-1940                                | Aimé Bourreau                  | Union nationale          | Industriel Maire d'Antibes (1929-1935) |
|                                          |                                |                          | |
| 1943-1945                                | Victor Sénès (1881-1949)       | Républicain indépendant  | Docteur en médecine Conseiller d'arrondissement, adjoint au maire de Vallauris Nommé conseiller départemental en 1943                                             |
|                                          |                                |                          | |
| 1945-1951                                | Maxime Roustan                 | Gaulliste                | Chef du service de chirurgie à l'hôpital d'Antibes Conseiller municipal d'Antibes (1945-1960)                                                                     |
| 1951-1955                                | Henri Rambaud (1901-1976)      | Rép.soc.                 | Directeur des chantiers navals d'Antibes Maire d'Antibes (1950-1953)                                                                                              |
| 1955-1961                                | Maxime Roustan                 | RGR                      | Chef du service de chirurgie à l'hôpital d'Antibes Conseiller municipal d'Antibes (1945-1960) Suppléant de Bernard Cornut-Gentille (1958-1962) Député (1959-1962) |
| 1961-1973                                | Pierre Delmas (1904-1997)      | Centre gauche            | Horticulteur Maire d'Antibes (1959-1971) |

- Élu contre René Cassin.

### Ancien canton d'Antibes(1833 à 1940): conseillers d'arrondissement
| Période                                  | Période           | Identité                               | Étiquette               | Qualité |
| ---------------------------------------- | ----------------- | -------------------------------------- | ----------------------- | --- |
| 1833                                     | 1840 (décès)      | Maurice de Barquier (1769-1840)        |                         | Ancien page du Duc d'Orléans, propriétaire, ancien maire d'Antibes (1809-1814)                              |
| 1840                                     | 1848              | Jean-Baptiste Rostan                   |                         | Cultivateur, maire d'Antibes (1830-1865)                                                                    |
|                                          |                   |                                        |                         | |
| avant 1869                               | 1890 (annulation) | Auguste Cotte                          |                         | Propriétaire, maire de Vallauris                                                                            |
|                                          |                   |                                        |                         | |
| 1901                                     | 1907              | François Gagnaire (1861-?)             |                         | Professeur à l'Ecole d'agriculture d'Antibes                                                                |
| 1907                                     |                   | Jean-Baptiste Ardisson-Bel (1861-1916) |                         | Pharmacien à Vallauris                                                                                      |
|                                          |                   |                                        |                         | |
| 1919                                     | 1925              | Émile Leclerc                          |                         | Maire de Biot                                                                                               |
| 1925                                     | 1931              | Jean Gazagnaire                        |                         | Médecin, adjoint au maire d'Antibes                                                                         |
| 1931                                     | 1937              | Jean Jacques Roubaudy (1872-?)         |                         | Commerçant, conseiller municipal de Vallauris                                                               |
| 1937                                     | 1940              | Victor Sénès                           | Républicain indépendant | Médecin, adjoint au maire de Vallauris                                                                      |
| 1940                                     |                   |                                        |                         | Les conseils d'arrondissement ont été suspendus par la loi du 12 octobre 1940 et n'ont jamais été réactivés |
| Les données manquantes sont à compléter. |                   |                                        |                         | |

### Canton d'Antibes-Sud (1973 à 1985): conseillers généraux
| Période | Période | Identité                 | Étiquette | Qualité                                                                              |
| ------- | ------- | ------------------------ | --------- | ------------------------------------------------------------------------------------ |
| 1973    | 1979    | Paul Dérigon (1901-1982) | PCF       | Comptable Maire de Vallauris (1945-1977)                                             |
| 1979    | 1985    | Pierre Donnet            | DVD       | Maire de Vallauris (1977-1995) Élu en 1985 dans le canton de Vallauris-Antibes-Ouest |

### Canton d'Antibes Centre (1985 à 2015): conseillers généraux
| Période                                                                  | Identité     | Parti       | Qualité                                                               |
| ------------------------------------------------------------------------ | ------------ | ----------- | --------------------------------------------------------------------- |
| Jean Bunoz fut le premier Conseiller Général du Canton d'Antibes-Centre. |              |             |                                                                       |
| 1985-1998                                                                | Jean Bunoz   | UDF-Radical | Professeur de culture physique retraité Adjoint au maire d'Antibes    |
| 1998-2015                                                                | Georges Roux | UMP         | Médecin, adjoint au maire d'Antibes Vice-président du Conseil général |

Canton créé en 1985

## Démographie
| 1990   | 1999   | 2006   | 2011   | 2012   |
| ------ | ------ | ------ | ------ | ------ |
| 28 253 | 26 550 | 29 145 | 28 943 | 28 964 |